# 龙泉古村
龙泉古村位于越南湄公河三角洲芹苴市平水郡。1976年芹苴省成立以前，该地方在1876年的地图上属于第六邑，后来改为平兴村。
龙泉古村是芹苴市对于外来旅客最参观地点之一。该地具有六处越南国家遗迹，占芹苴市三分之一名胜古迹。乡里风景，生活，建筑都是依靠越南传统古代风格：河网密布、花果园、佛寺、社亭。除了风景以外，龙泉古村也是人杰地灵，越南爱国文学家裴有义即出生于该地平水社（今平水郡裴有义坊）。

## 风景

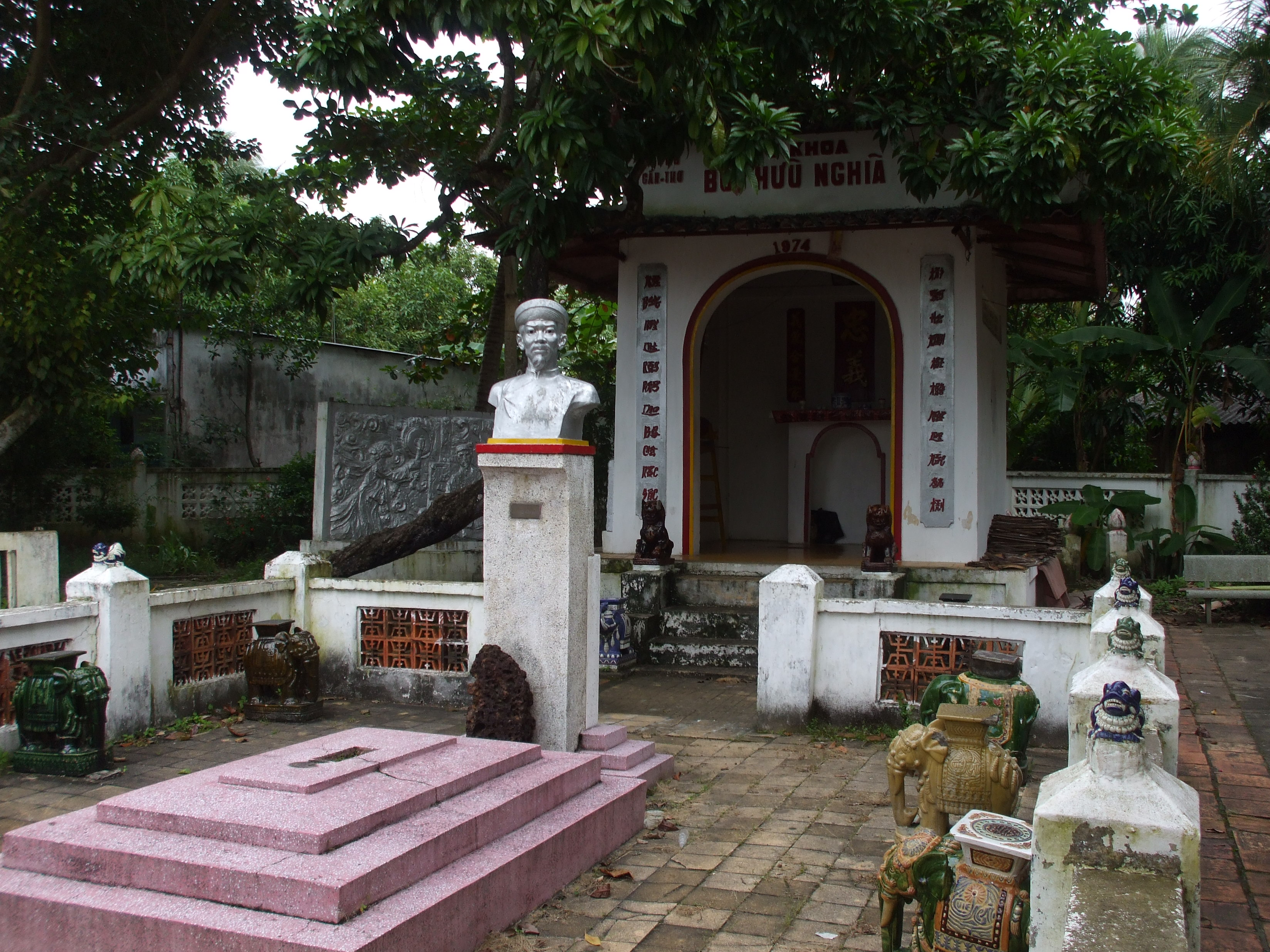
裴有义的陵墓
平水社亭
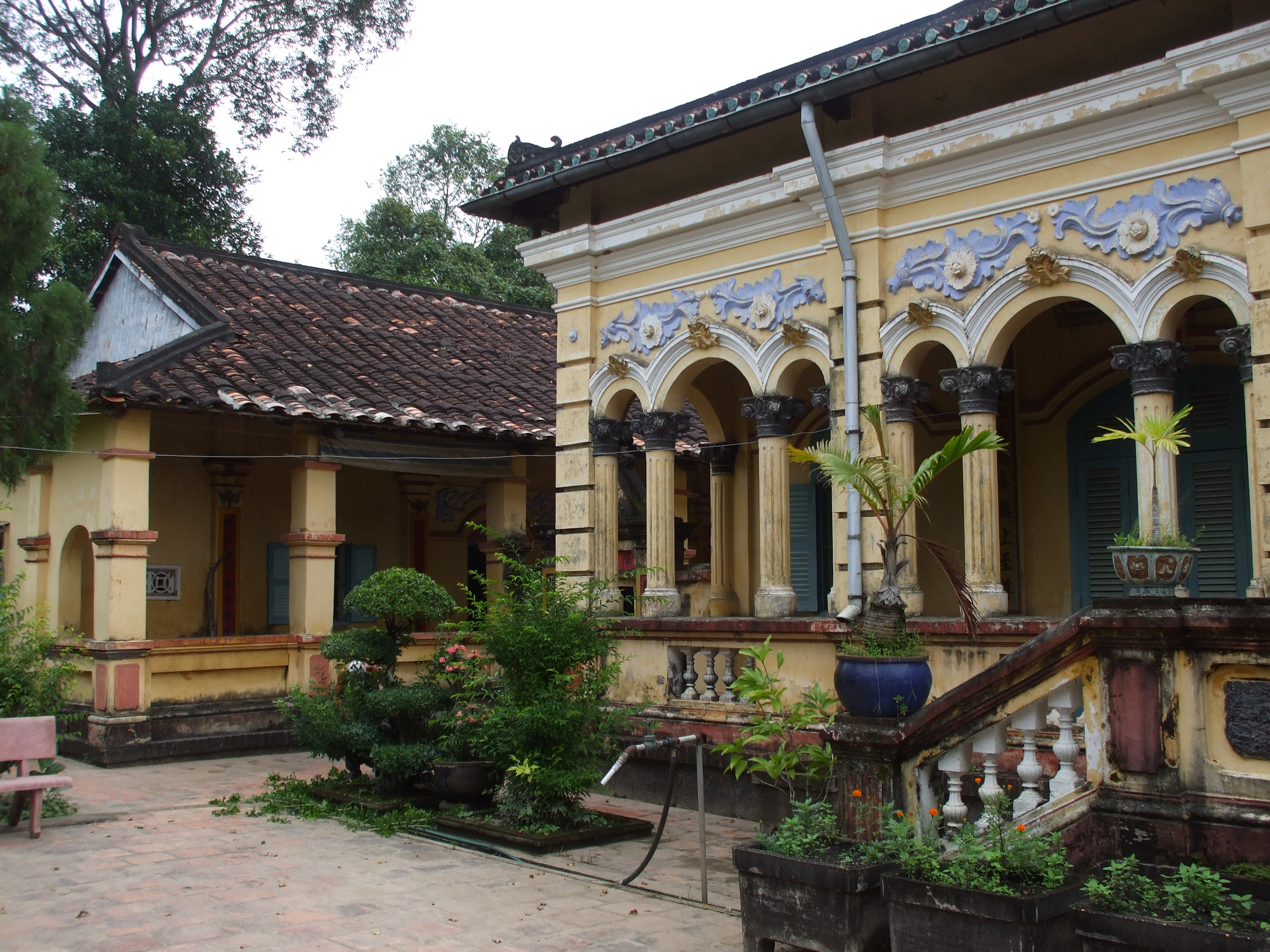
南雅寺
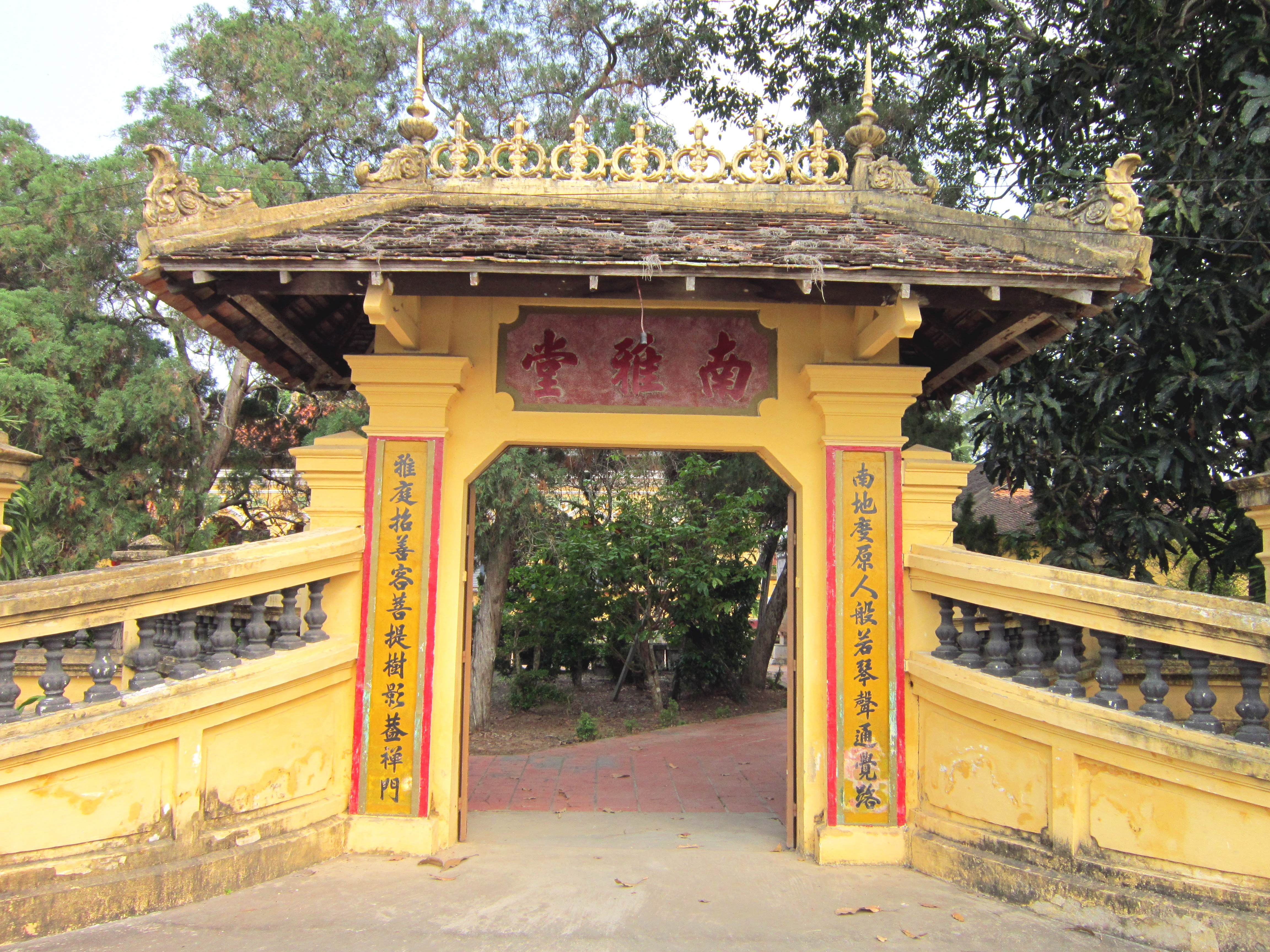
南雅堂